# Garnieja
Garnieja (ros. Гарнея) – stacja kolejowa w pobliżu miejscowości Kuźmino, w rejonie siebieskim, w obwodzie pskowskim, w Rosji. Położona jest na linii Moskwa – Siebież – Ryga.

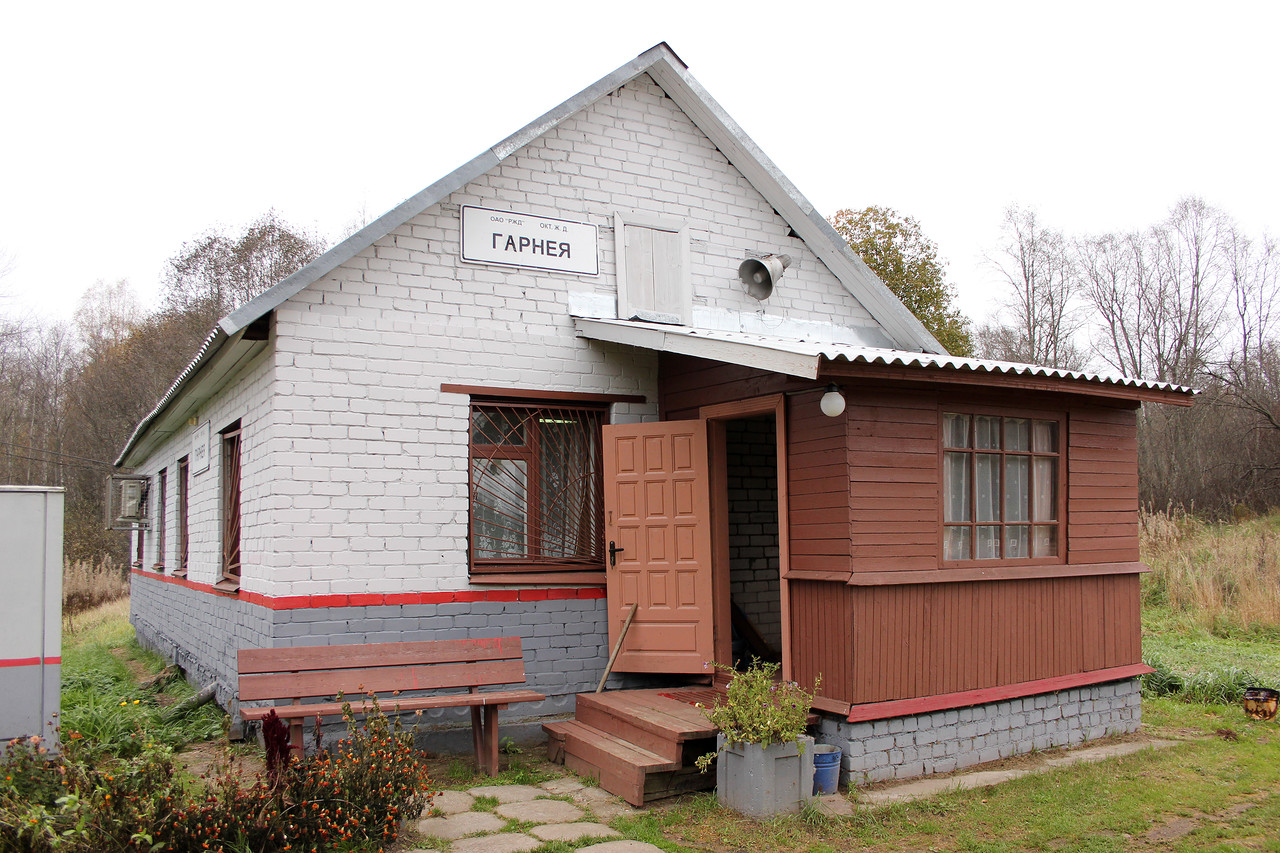
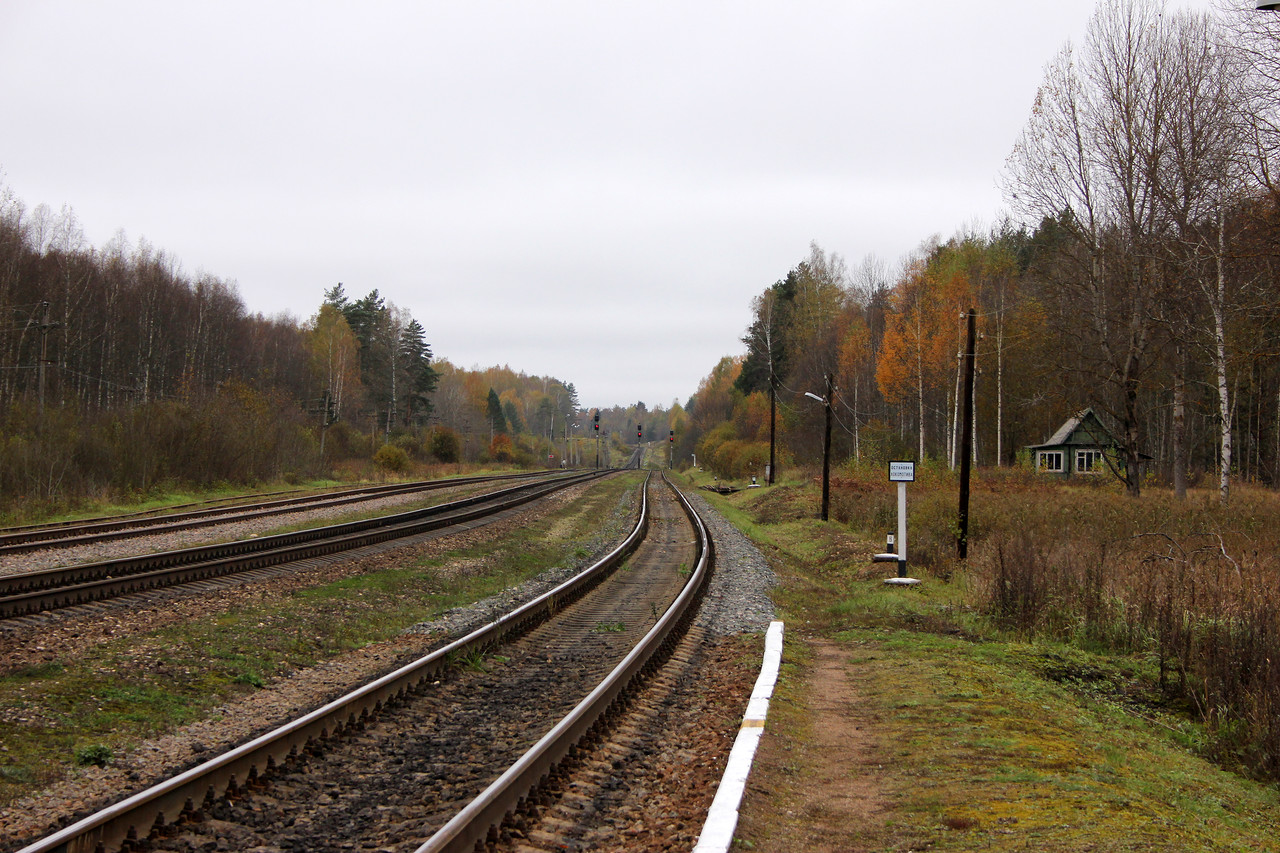
Widok w stronę Posinia
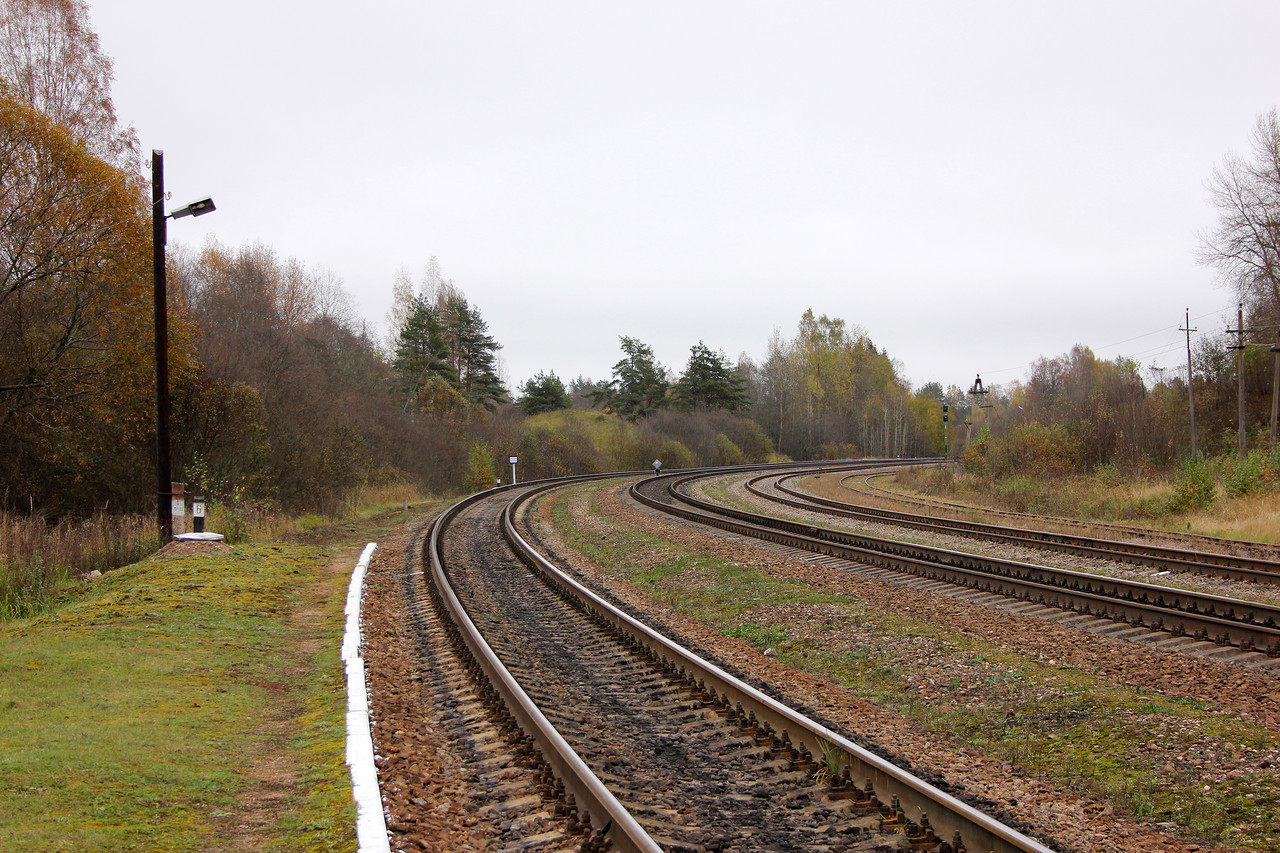
Widok w stronę Nowosokolników